# Сент Мериз (Пенсилванија)
Сент Мериз (енгл. St. Marys) град је у америчкој савезној држави Пенсилванија. По попису становништва из 2010. у њему је живело 13.070 становника.

## Демографија
Према попису становништва из 2010. у граду је живело 13.070 становника, што је 1.432 (9,9%) становника мање него 2000. године.
| Група             | 2000.          | 2010.          |
| Белци             | 14.299 (98,6%) | 12.842 (98,3%) |
| Афроамериканци    | 33 (0,2%)      | 44 (0,3%)      |
| Азијати           | 61 (0,4%)      | 52 (0,4%)      |
| Хиспаноамериканци | 44 (0,3%)      | 52 (0,4%)      |
| Укупно            | 14.502         | 13.070         |